# Ernst Dehner
Ernst Dehner, nemški general, * 5. marec 1889, † 13. september 1970.